# Hamnet (filme)
Hamnet  é um futuro filme de drama histórico dirigido por Chloé Zhao, baseado no romance de 2020 de Maggie O'Farrell.
O filme está programado para ter um lançamento teatral limitado nos Estados Unidos em 27 de novembro de 2025, expandindo-se em todo o país em 12 de dezembro.

## Premissa
Uma história fictícia sobre a vida de William Shakespeare e sua esposa Agnes Shakespeare, após a morte de seu filho de 11 anos, Hamnet.

## Elenco
- Jessie Buckley como Agnes Shakespeare
- Paul Mescal como William Shakespeare
- Joe Alwyn
- Emily Watson
- Jacobi Jupe como Hamnet Shakespeare
- Jack Shalloo

## Produção
Uma produção teatral do romance de Maggie O'Farrell foi anunciada em novembro de 2022, com os direitos do filme tendo sido adquiridos pela Neal Street Productions em março de 2023. Em abril, Chloé Zhao foi contratada para dirigir o filme e escreveria o roteiro ao lado de O’Farrell.
Em maio, Paul Mescal e Jessie Buckley entraram em negociações para estrelar o filme. Mescal confirmou em uma entrevista de janeiro de 2024 que ele e Buckley estrelariam.
As filmagens estavam originalmente programadas para começar em Londres em 3 de junho de 2024. Em vez disso, a produção começou no País de Gales em 29 de julho de 2024 e terminou em 30 de setembro. Joe Alwyn e Emily Watson foram adicionados ao elenco em agosto, com Steven Spielberg se juntando ao filme como produtor. Łukasz Żal serve como diretor de fotografia.

## Lançamento
Focus Features adquiriu os direitos de distribuição do filme em agosto de 2024, com sua controladora Universal Pictures lidando com sua distribuição internacional. O filme está programado para um lançamento teatral limitado em 27 de novembro de 2025, antes de se expandir para todo o país duas semanas depois, em 12 de dezembro.